# جوسایا ویلارد گیبس
جوسایا ویلارد گیبس (۱۱ فوریه ۱۸۳۹–۲۸ آوریل ۱۹۰۳) دانشمند آمریکایی بود که پژوهشهای فراوانی در زمینه‌های شیمی، فیزیک و ریاضی انجام داد. پژوهشهای وی در زمینه ترمودینامیک تأثیر به‌سزایی در تبدیل شیمی فیزیک به یک علم دقیق استنتاجی داشت. او به‌همراه جیمز کلرک ماکسول و لودویگ بولتزمان، مکانیک آماری را پایه‌ریزی کرد، که قوانین ترمودینامیک را به عنوان پیامدهای گروه آماری ذرات معرفی نمود. گیبس، هم‌چنین روی معادلات ماکسول نیز کارکرد تا مشکلات نورشناسی فیزیکی را حل کند. او به‌عنوان ریاضی‌دان، حساب برداری را ابداع کرد. (این فرایند به‌صورت مستقل از محقق انگلیسی الیور هویساید که هم‌زمان بر روی این پروژه کار می‌کرد، انجام‌شد).
در سال ۱۸۶۳، دانشگاه ییل پی‌اچ‌دی در زمینه مهندسی را به گیبس به‌عنوان نخستین آمریکایی اهدا کرد. پس‌از۳سال اقامت موقت در اروپا، گیبس به فعالیت خود در دانشگاه ییل ادامه داد، و از سال ۱۸۷۱ تا زمان مرگش به تدریس فیزیک ریاضی پرداخت. او به‌عنوان نخستین محقق نظری در آمریکا شناخته‌شد که به شهرت جهانی دست‌یافت، و توسط آلبرت اینشتین، «مغز متفکر تاریخ آمریکا» لقب گرفت. درسال۱۹۰۱، گیبس، «به دلیل خدماتش به فیزیک ریاضی»، به بزرگ‌ترین افتخار علمی در سطح بین‌المللی، یعنی مدال کاپلی از انجمن سلطنتی لندن دست‌یافت.
مفسران و زندگی‌نامه‌نویسان، از تضاد مابین زندگی آرام و منزویانه وی در نیوانگلند اواخر قرن و تأثیرات هنگفت ایده‌های وی در سطح جهانی سخن رانده‌اند. اگرچه که بیشتر آثارش به صورت تئوری هستند، ارزش کاربردی کارهای گیبس، در پیشرفت‌های بارز صنعت شیمی در نیمه اول قرن بیستم مشاهده می‌شود. رابرت میلیکان بیان می‌کند که گیبس همان کاری را برای مکانیک آماری و ترمودینامیک انجام داد که، لاپلاس برای مکانیک سماوی‌، و ماکسول برای الکترودینامیک انجام‌دادند، و زمینه تخصصی خود را از نظر ساختار نظری تکمیل نمود.

## زندگی

### پیشینهٔ خانوادگی
گیبس وابسته به خاندانِ سنتیِ یانکی بود که از قرن ۱۷ام به بعد روحانیون و دانشگاهیان ممتاز و برجسته آمریکا از این نسل بودند. او چهارمین فرزند خانواده و تنها پسر جوسایا ویلارد گیبس و همسرش ماری آنا و اسم اصلیش وان کلو بود. از طرف خانواده پدری از نوادگان ساموئل ویلارد، که ازسال۱۷۰۱ تا سال۱۷۰۷ رئیس دانشگاه هاروارد بود، می‌باشد؛ و از طرف مادری یکی از نوادگانش است. جاناتان دیکنسون، نخستین رئیس دانشگاه نیوجرسی (که بعدها تبدیل به دانشگاه پرینستون شد) نام خانوادگی گیبس را به او داد، که او نیز از این نام برای بیشتر اعضای خانواده‌اش استفاده کرد. این نام از جدشان، جوسایا ویلارد که درقرن۱۸ وزیر ایالت ماساچوست بود به آنان ارث رسیده‌بود.
خانواده و هم‌دانشگاهیان گیبس او را با نام «جوسایا» می‌شناختند، درحالی که پسرش «ویلیارد» نامیده می‌شد. جوسایا گیبس زبان‌شناس و متخصص الهیات بود، از سال ۱۸۲۴ تا زمان مرگش درسال۱۸۶۱ در دانشکده الهیات دانشگاه ییل به تدریس الهیات مشغول‌بود. امروزه بیشتر از او با عنوان طرفدار الغای برده‌داری یاد می‌شود، چراکه نقش مترجم را به هنگام رسیدن کشتی آمیستاد بر عهده داشت، و آنان را به هنگام شهادت در دادگاه یاری می‌کرد تا انقلابشان را علیه برده داری به ثمر برسانند.

### دوران نوجوانی و جوانی

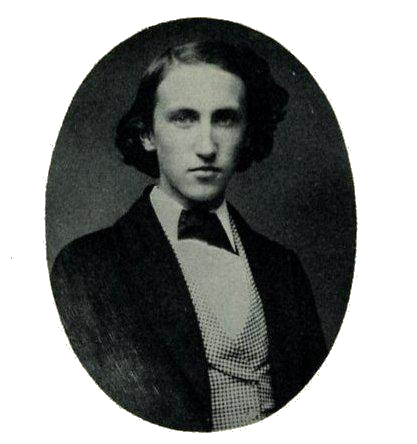
ویلارد گیبس به هنگام تحصیل، در حدود سال۱۸۵۵

ویلارد گیبس در مدرسه هاپکینس درس خوانده و در سال ۱۸۵۴ درسن۱۵سالگی وارد کالج ییل شد. او در سال ۱۸۵۸با معدل بالا فارغ‌التحصیل شده، و به خاطر نبوغش در ریاضیات و لاتین بارها تشویق شده بود. او چند سال به‌صورت فارغ‌التحصیل در مدرسه علمی شفیلد باقی‌ماند. در سن ۱۹ سالگی، پس از فارغ‌التحصیلی از کالج، گیبس به آکادمی کنتیکت علوم و هنر ملحق‌شد، موسسه‌ای که بیشتر اعضایش از استادان دانشگاه ییل بودند.
تعدادی کمی از پرونده‌ها از آن دوره باقی‌مانده، و بازسازی آثار و کارهای اولیه گیبس سخت به نظر می‌رسد. از دیدگاه زندگی‌نامه نویسان، مربی و قهرمان گیبس چه در ییل و چه در آکادمی کنتیکت، به احتمال فراوان، ستاره‌شناس و ریاضی‌دان هوبرت آنسون نیوتون بود، که نقشی پیشرو در مطالعات شهاب‌وار را بر عهده داشت، و دوست مادام‌العمر و محرم اسرار گیبس بود. پس از مرگ پدرش در سال ۱۸۶۱، گیبس به اندازه‌ای از پدرش ارث برد که از لحاظ مالی، بی‌نیاز شد.
مشکلات مکرر ریوی به سراغ گیبس جوان آمد و پزشکان را به این فکر انداخت که احتمالاً او نیز به بیماری سل مبتلا گشته، چرا که این بیماری مادرش را نیز از پا درآورده‌بود. او همچنین از بیماری آستیگماتیسم رنج می‌برد، که در آن زمان علم چشم‌پزشکی از درمان این بیماری اطلاع چندانی نداشند، باید خود را معاینه کرده و به تشخیص خودش از لنز استفاده می‌کرد. بعدها او از عینک برای خواندن و کارهای مرتبط استفاده می‌کرد، وضع جسمانی حساس گیبس و بینایی ضعیفش او را از پیوستن داوطلبانه به جنگ داخلی آمریکا بین سال‌های ۱۸۶۱–۱۸۶۵ بازداشت. او به خدمت سربازی نرفت و در مدت جنگ در ییل باقی‌ماند.

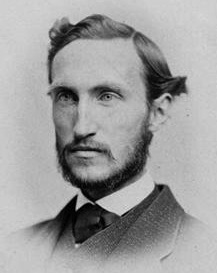
گیبس در زمان تدریس در ییل

درسال۱۸۶۳ گیبس، نخستین پی‌اچ‌دی مهندسی در آمریکا را به دست آورد، این دکترا به سبب مقاله وی باعنوان «شکل دندانه چرخ‌ها در خار چرخ‌دنده خودرو» بود که در آن او از تکنیک‌های هندسی برای طراحی بهینه چرخ‌دنده‌ها استفاده کرده بود. هم‌چنین این پنجمین پی‌اچ‌دی اعطاشده در ایالات متحده‌بود. او پس‌از فارغ‌التحصیلی به‌مدت سه سال در کالج به تدریس مشغول‌شد. در دو سال اول، او به تدریس لاتین پرداخت و در سال سوم به تدریس «فلسفه طبیعی» (همچون فیزیک) مشغول‌شد. درسال۱۸۶۶ طرح ترمز قطار را ثبت اختراع نمود و پیش از آکادمی کنتیکت مقاله‌ای باعنوان «مقدار مناسب واحد طول» ارائه کرد که در آن طرحی برای توجیه منطقی سیستم اندازه‌گیری مورد استفاده در مکانیک پیشنهاد نمود.
پس‌از پایان دوره تدریس، گیبس به همراه خواهرانش به اروپا سفر کرد. آنان زمستان ۶۷–۱۸۶۶ را در پاریس گذراندند، و گیبس در دانشگاه سوربون پاریس و کلژ دوفرانس در چندین سخنرانی حضور یافت، که در آن دانشمندان برجسته ریاضی همچون جوزف لیوویل و میشل شال مقاله‌های خود را ارائه می‌کردند. پس‌از به‌عهده‌گرفتن نظام تنبیهی تدریس، او دچار سرماخوردگی شدیدی شد، و دکترش از بیم بیماری سل، به او توصیه‌کرد تا در ریوریای فرانسه، جایی که او و خواهرانش چندین ماه را درآنجا سپری کرده بودند و او دوران بهبودیش را درآنجا گذرانده بود، به استراحت بپردازد.
او پس از نقل مکان به برلین در سخنرانی‌هایی که توسط ریاضی‌دانانی چون کارل وایرشتراس و لئوپولد کرونکر و شیمی‌دان هاینریش گوستاو ماگنوس برگزار می‌شد، حضور یافت. در آگوست ۱۸۶۷، ژولیا، خواهر گیبس، در برلین با آدیسون وان نام که در ییل همکلاسی گیبس بود، ازدواج کرد. آن دو پس از ازدواج، گیبس و خواهر دیگرش آنا را در آلمان رها کرده و به نیوهاون بازگشتند. در دانشگاه هایدلبرگ با کارهای فیزیک‌دانان گوستاو کیرشهف و هرمان فون هلمهولتز و شیمی‌دان روبرت بونزن آشنا شد. در همان زمان، آکادمی آلمان در علوم طبیعی علی‌الخصوص شیمی و ترمودینامیک پیشرو شد.
در ژوئن سال۱۸۶۹، گیبس به ییل بازگشت و به‌طور مختصری به تدریس زبان فرانسه به دانشجویان مهندسی پرداخت. در این زمان بود که، او بر روی آخرین اختراع خود در زمینه مهندسی مکانیک، یعنی طرح جدید گاورنر موتور بخار کار می‌کرد. درسال۱۸۷۱ او به‌نخستین عنوان پروفسوری در ایالات‌متحده دست‌یافت و به سمت پروفسور فیزیک ریاضی در ییل منسوب شد. گیبس که ازلحاظ مالی بی‌نیاز بود، به صورت انحصاری و بدون پرداخت دستمزد برای تدریس دانشجویان فارغ‌التحصیل استخدام‌شد. تدریس بدون حقوق در دانشگاه‌های آلمان مرسوم بود، و سیستم تدریس آموزشی ییل، از آنان الگوبرداری شد.

### میانسالی

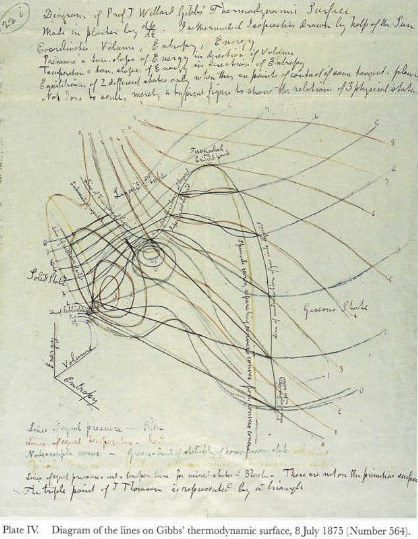
طرح خط دما و فشار ماکسول، به هدف آماده‌سازی برای ساختن مدل جامد خود براساس تعریف گیبس از سطح ترمودینامیکی برای آب (به سطح ترمودینامیک ماکسول رجوع کنید)

گیبس نخستین کتاب خود را در سال ۱۸۷۳ و در سن غیرمنتظره ۳۴ سالگی منتشر کرد. مقالات وی در نمایش هندسی مقادیر ترمودینامیکی در معاملات آکادمی کنتیکت ظاهر شدند. این مقاله برای خوانندگان اندکی قابل‌فهم بود، ولی او چاپ مجدد اثرش را به همراه روزنامه‌نگاران اروپایی گسترش داد و جواب‌های مشتاقانه‌ای از جیمز کلرک ماکسول در دانشگاه کمبریج دریافت نمود. ماکسول هم‌چنین با دستان خودش، مدل خاک‌رس ساختار گیبس را به‌وجود آورد. سپس سه قالب گچی از مدل خود را ایجاد کرده و یکی از آنان را به گیبس فرستاد. این قالب هم‌اکنون نیز در دپارتمان فیزیک ییل درمعرض دید عموم قراردارد.
ماکسول هم‌چنین بخشی به کتاب بعدی گیبس یعنی تئوری گرما اضافه کرد که در سال ۱۸۷۵به چاپ رسید. او کارایی روش گرافیکی گیبس در مقاله‌ای که برای جامعه شیمی لندن نوشته‌بود تشریح کرد و درمقاله «نمودارها» ی خود بیان داشت که او آن را برای دانشنامه بریتانیکا نوشته‌است. چشم‌انداز همکاری بین او و گیبس با مرگ زودهنگام ماکسول درسن۴۸سالگی درسال۱۸۷۹ از هم گسست. بعدها لطیفه‌ای در نیوهاون گسترش یافت که" تنها یک مرد بود که آثار گیبس را درک می‌کرد. آن‌مرد ماکسول بود و اکنون مرده‌است. "
بعدها گیبس آنالیز ترمودینامیک خود را به سیستم‌های شیمیایی چندمرحله‌ای گسترش داد (برای مثال، سیستم‌های تشکیل‌یافته از چند ماده) و انواع برنامه‌های کاربردی را بر روی بتن درنظر گرفت. او این تحقیق را در مقاله‌اش، «در تعادلی از مواد ناهمگن» نامید و توسط آکادمی کنتیکت در دوبخش انتشاریافته و به ترتیب در سال‌های ۱۸۷۵و۱۸۷۸ توزیع‌شد. این اثر، که تقریباً ۳۰۰ صفحه و به‌طور دقیق ۷۰۰ معادله ریاضی را دربرداشت با نقل قولی از رودلف کلاوزیوس که بعدها قوانین ترمودینامیک اول و دوم نامیده‌شد آغاز می‌شود: «انرژی جهان ثابت است. آنتروپی جهان به سمت ماکسیمم تمایل دارد.»
گیبس در مقاله خود با دقت و به صورت استادانه تکنیک‌های ترمودینامیکی خود را در تفسیر پدیده‌های فیزیکی و شیمیایی به کار برد و آنچه را که قبلاً توده‌ای از حقایق و مشاهدات بوده توضیح داد. این اثر با عنوان «اصول ریاضی فلسفه طبیعی ترمودینامیک» و اثری با «دامنه عملاً نامحدود» توصیف شده‌است. ویلهلم اوستوالد که مقاله گیبس را به آلمانی ترجمه کرد، گیبس را «پدر انرژی شیمیایی» نامید. با توجه به نظر منتقدان امروزی،
انتشار این اثر در سطح جهانی به‌عنوان مهم‌ترین رویداد تاریخ شیمی شناخته‌می‌شود… علی‌رغم اینکه شناخته‌شدن این اثر چندین‌سال طول‌کشید، و دلیل آن شکل ریاضی پیچیده و فرایندهای استنتاجی دقیق آن بود که حتی فهم آن برای دانشجویان شیمی خودش نیز سخت بود.— جی.جی. اوکانر و ای.اف. رابرتسون، 1997
گیبس تا سال۱۸۸۰ بدون دریافت دستمزد فعالیت می‌کرد، تا اینکه دانشگاه جانز هاپکینز در بالتیمور به او دستمزد سالیانه ۳۰۰۰ دلار را پیشنهاد کرد. در پاسخ، ییل به او دستمزد سالانه ۲۰۰۰دلار را پیشنهاد نمود، که راضی به قبول این پیشنهاد شد.

### اواخر عمر

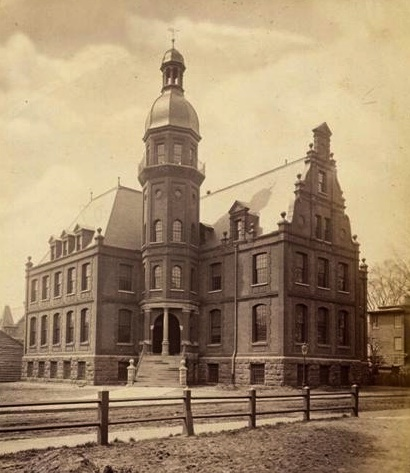
آزمایشگاه فیزیک اسلون ییل، که در فاصله سال‌های ۱۸۸۲ تا۱۹۳۱ در مکان کنونی کالج جاناتان ادوارد قرار داشت. دفتر گیبس در طبقه دوم و در سمت راست برج در تصویر قرار داشت.

از سال ۱۸۸۰تا ۱۸۸۴، گیبس بر روی جبر بیرونی از هرمان گراسمان و تبدیل آن به حساب برداری کار می‌کرد تا استفاده از آن را برای فیزیک‌دانان آسان سازد. گیبس بادرنظرداشتن این موضوع، ضرب داخلی و ضرب خارجی را از هم جدا کرد و بحث دوتایی را مطرح ساخت. این طرح به‌صورت مستقل توسط چند فرد دیگر نیز پیگیری می‌شد و به‌صورت هم‌زمان با گیبس الیور هویساید ریاضی فیزیک‌دان انگلیسی نیز بر روی این طرح کار می‌کرد. گیبس به دنبال این بود تا دیگر فیزیک‌دانان را متقاعد سازد تا روش برداری را بر روش حساب چهارگان ویلیام همیلتون تطبیق دهد، و بعدها این روش توسط دانشمندان انگلیسی نیز استفاده شد. این موضوع سبب مشاجره بین او و پیتر تیت و دیگران در صفحات مجله نیچر گشت.
مقاله گیبس در ارتباط با حساب برداری درابتدا فقط برای استفاده دانش‌آموزانش در بین سال‌های ۱۸۸۱و۱۸۸۴ منتشر می‌شد، ولی بعدها توسط ادوین بیدول ویلسون به کتابی با عنوان آنالیز برداری انتقال یافته و در سال ۱۹۰۱ منتشرشد. این کتاب به گسترش نماد عملگر دل که امروزه در الکترودینامیک و مکانیک شاره‌ها کاربرد دارد، کمک کرد. او در دیگر آثار ریاضی خود، پدیده گیبس را در تئوری سری فوریه بازیابی نمود (که تا آن زمان برای او و دیگر محققان ناشناخته بود، پنجاه سال قبل توسط ریاضی‌دان انگلیسی هنری ویلبراهام کشف‌شده‌بود).

عملکرد انتگرال مثلثاتی که با پدیده گیبس برای سری فوریه و تابع پله‌ای هویساید مرتبط بود.

از سال ۱۸۸۲تا سال ۱۸۸۹ گیبس پنج مقاله در مورد نورشناسی فیزیکی نوشت که در آن انکسار مزدوج و دیگر پدیده‌های نوری را مورد بررسی قرار داد و از تئوری الکترومغناطیسی نور ماکسول در مقابل تئوری‌های مکانیک ویلیام تامسون دفاع کرد. در این اثر، گیبس از ساختار میکروسکوپی ماده چشم‌پوشی کرد، که سبب ایجاد دیدگاهی عاقلانه در مورد تحول انقلابی مکانیک کوانتومی شد که در زمان مرگش کم‌کم پدیدار می‌گشت.
گیبس واژه مکانیک آماری را ابداع کرد و از این کلیدواژه در توصیف ریاضی سیستم‌های فیزیکی، شامل پتانسیل شیمیایی (۱۸۷۶)، فیزیک ریاضی (۱۸۷۸) و فضای فاز (۱۹۰۲) استفاده کرد. استخراج گیبس از قوانین پدیدارشناختی ترمودینامیک از خواص آماری سیستم‌های با ذرات فراوان، در کتابی بسیار تأثیرگذار باعنوان اصول ابتدایی مکانیک آماری مطرح شد، که یک‌سال پیش‌از مرگ وی، درسال۱۹۰۲ منتشرشد.
بازنشستگی شخصیتی گیبس و تمرکز شدید وی در کار خود، دسترسی دانشجویان به او را محدود ساخت. شاگرد اصلی او، ادوین بیدول ویلسون بود که با این وجود اعلام داشت که "به جز کلاس، او را بسیار کم می‌دیدم. گیبس استاد راهنمای پایان‌نامه دکترای ایروینگ فیشر در زمینه اقتصاد ریاضی در سال ۱۸۹۱ بود. پس‌از مرگ گیبس، فیشر بر روی انتشار مجموعه آثار وی سرمایه‌گذاری کرد. از دیگر شاگردان برجسته وی می‌توان به لی دی فارست اشاره کرد که بعدها از پایه‌گذاران تکنولوژی رادیو شد.
گیبس در ۲۸ آوریل ۱۹۰۳، و در سن ۶۴سالگی بر اثر بیماری انسداد حاد روده جان سپرد. مراسم تدفین وی، دو روز بعد و در منزل شخصی او در پلاک ۱۲۱های استریت برگزار و جسد وی در قبرستان گرو استریت به خاک سپرده‌شد. در ماه مه، مراسم یادبودی در آزمایشگاه اسلون برگزار شد. فیزیک‌دان برجسته انگلیسی جوزف جان تامسون نیز در این مراسم حضور داشت.

### زندگی شخصی و شخصیت

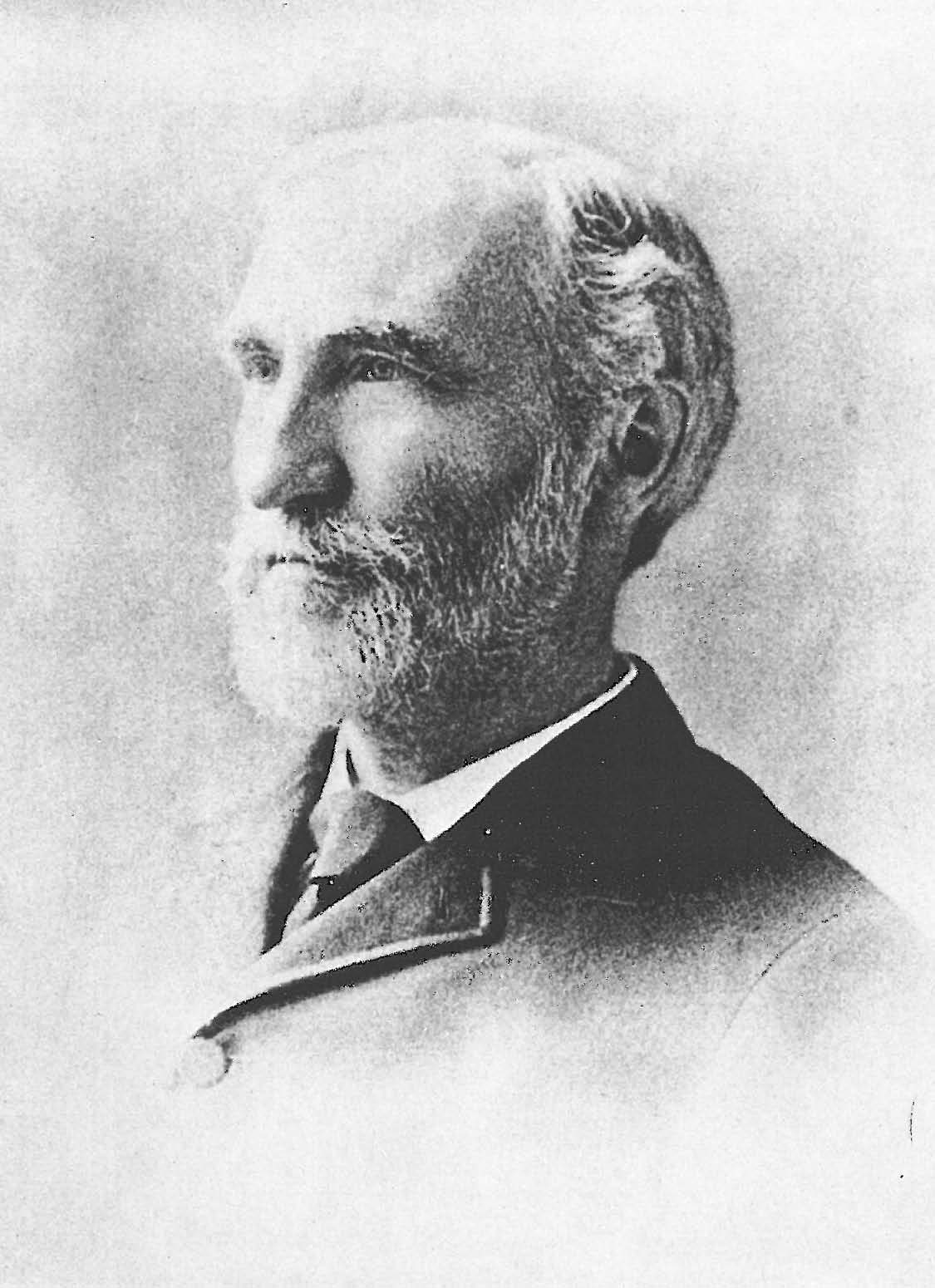
تصویرگرفته‌شده درحدود سال۱۸۹۵. با استناد به شاگرد گیبس، لیند ویلر، تصویر موجود بیانگر مهربانی همیشگی گیبس می‌باشد.

گیبس هیچگاه ازدواج نکرد، و در خانه کودکی خود به همراه خواهرش جولیا و همسرش آدیسون وان نام، که مسئول کتابخانه ییل بود، زندگی می‌کرد. به‌جز تعطیلات تابستانی مرسوم که در کوهستان آدیرونداکس و بعدها در کوهستان سفید می‌گذراند، اقامت در اروپا بین سال‌های ۶۹–۱۸۶۶ تنها سفر بیرون از نیوهاون او بود. گیبس در سال اول ورود به ییل، به کلیسای کالج پیوست و تا اواخر عمر همیشه حضوری فعال داشت. او درانتخابات ریاست‌جمهوری به نامزد حزب جمهوری‌خواه ایالات متحده آمریکا رأی داد ولی بعدها از استیون گراور کلیولند که از حزب دموکرات ایالات متحده آمریکا بود حمایت کرد. این درحالی‌بود که اطلاعاتی کمی از عقاید و باورهای سیاسی و مذهبی او وجود داشت، و او آن‌ها را مخفی می‌داشت.
گیبس نامه‌های شخصی چندانی نمی‌نوشت و از آن‌هایی که موجود بودند، بسیاری گم شده یا از بین رفته‌اند. علاوه بر نوشته‌های مربوط به تحقیقاتش، تنها دو اثر مکتوب دیگر داشت: آگهی درگذشت کوتاهی برای رودولف کلازیوس، که یکی از پایه‌گذاران تئوری ریاضی ترمودینامیک بود، و دیگری دفتر خاطراتی از شرح‌حال استاد خود، اچ.ای. نیوتون، در ییل بود. از دیدگاه ادوارد بیدول ویلسون،
گیبس نه شهرت شخصی را تبلیغ می‌کرد و نه مبلغی برای علم بود؛ او محقق بود، نهالی که از یک خانواده محقق برآمده‌بود، در روزهایی زندگی می‌کرد که هنوز تحقیق به معنای واقعی شکل نگرفته بود. . . گیبس دمدمی مزاج نبود، شیوه برجسته‌ای نداشت، مردی مهربان و باوقار بود.— ای.بی. ویلسون، 1931
بااستناد به لیند ویلر که دانشجوی گیبس در ییل بود، در اواخر عمر، بسیار شیک لباس می‌پوشید،
معمولاً در خیابان کلاه پشمی برسر می‌گذاشت و هیچ‌وقت رفتار فیزیکی غیرعادی جدا از نبوغش از او دیده‌نشد. رفتارش صمیمی‌اش، ولی به دور از حرارت و علاقه شدید بود و به‌وضوح صداقت و سادگی ذاتیش در طبیعت او مشهود می‌شد.— لیند ویلر، 1951
او سرمایه‌گذار و مدیر مالی محتاطی بود، و درهنگام مرگش در سال ۱۹۰۳، سرمایه‌اش در حدود ۱۰۰۰۰۰ دلار بود. سال‌ها او به‌عنوان امانت‌دار، منشی و خزانه‌دار محیط تحصیلش، مدرسه هاپکینس خدمت کرد. چستر آلن آرتور رئیس‌جمهور آمریکا او را به عنوان مقام عالی‌رتبه به کنفرانس ملی متخصصین برق که در سپتامبر سال۱۸۸۴ در فیلادلفیا برگزار می‌شد فرستاد، و گیبس ریاست یکی‌از جلسات را بر عهده داشت. به‌عنوان یک اسب‌سوار مشتاق و ماهر، گیبس بارها در نیوهاون، در حال راندن کالسکه خواهرش دیده‌شد. در آگهی درگذشتی که در مجله علمی آمریکا منتشرشد، از هنری اندریوس بومستد شاگرد سابق گیبس به شخصیت فردی گیبس اشاره‌شد.
متواضع در رفتار، خوش‌مشرب بودن و مهربانی در هنگام برخورد با زیردستان، نشان ندادن بی‌صبری یا آزردگی، رفتاری عاری از جاه‌طلبی‌های شخصی، یا کوچکترین تمایل به خودبرتربینی، سبب‌شد تا او به سمت ایده‌آلی از عدم‌خودخواهی رفته و تبدیل به یک نجیب‌زاده مسیحی شود. در نظر کسانی که او را می‌شناختند، بزرگی دستاوردهای فکری او زمانی مشخص بود که هرگز زیبایی و عزت نفس در زندگی او را تحت‌الشعاع قرار نداد.— اچ.ای. بومستد، ۱۹۰۳

## اصلی‌ترین مشارکت‌های علمی

### ترمودینامیک شیمیایی

تمثیل گرافیکی انرژی آزاد جسم، که جزو آخرین نوشته‌های گیبس درسال۱۸۷۳ بود. این تصویر نشانگر حجم ثابتی است که از نقطه A عبور می‌کند و نشانگر حالت اولیه جسم است. منحنی MN بیانگر بخشی از "سطح انرژی ازبین‌رفته" است. منحنی‌های AD و AEنشانگر حالت اولیه انرژی (ε) و آنتروپی (η) است. AB"انرژی دردسترس" (که امروزه انرژی آزاد هلمولتز نامیده‌می‌شود) و AC"ظرفیت آنتروپی" است"(برای مثال، مقدار آنتروپی که می‌توان بدون تغییر انرژی افزایش داد).

نوشته‌های گیبس از سال۱۸۷۰ نظریه انرژی داخلی U که ازنظر آنتروپی تشکیل یک سیستم را می‌داد، به‌علاوه حالت‌های عادی و متغیر از ظرفیت، فشار V، فشار p و دمای T را شامل می‌شد. او هم‌چنین بیان داشت که مفهوم پتانسیل شیمیایی از یک نوع خاص از مواد شیمیایی، به میزان افزایش Uدر ارتباط با افزایش Nاز تعداد مولکول‌های آن نوع خاص مرتبط است. (دریک آنتروپی و حجم ثابت). در نتیجه این گیبس بود که با استفاده از تغییرات بی‌نهایت کوچک در انرژی سیستم، قانون اول و دوم ترمودینامیک را باهم ترکیب کرد.
{\displaystyle \mathrm {d} U=T\mathrm {d} S-p\,\mathrm {d} V+\sum _{i}\mu _{i}\,\mathrm {d} N_{i}\,}
که در مجموع شرط آخر برای مواد مختلف شیمیایی متفاوت‌است. با استفاده از تبدیل لژاندر او جنبه‌های مختلف آنتالپی و "انرژی آزاد" را که شامل، " انرژی آزاد گیبس " نیز است، شرح داد. (پتانسیل ترمودینامیک که از زمان مشخص شدن عکس‌العملش در دما و فشار ثابت متفاوت است مورد استفاده شیمی‌دانان قرار می‌گیرد) او هم‌چنین روشی را ابداع کرد که بعدها به " معادله گیبس-دوئم " معروف‌شد.

### مکانیک آماری
گیبس به همراه جیمز کلارک ماکسول و لودویگ بولتزمن اصطلاح «مکانیک آماری» را ابداع کرد تا شاخه‌ای از فیزیک نظری را که برای احتساب خواص ترمودینامیکی سیستم با استفاده از آمار تعداد زیادی از ذرات استفاده‌می‌شود، توضیح دهد. او هم‌چنین اصطلاح فضای فازی را برای تشریح هنگرد میکروبندادی، گروه کانونیکال و گروه بزرگ کانونیکال استفاده کرد، بنابراین او فرمول کلی‌تر از خواص آماری از سیستم‌های چند ذره‌ای از ماکسول و بولتزمن حاصل کرد که قبل از او به‌دست آورده‌بودند.
با توجه به نوشته‌های آنری پوانکاره که درسال۱۹۰۴ نوشته‌است، ماکسول و بولتزمن پیش‌ازاین فرایندبرگشت‌ناپذیر از فرایندهای ماکروسکوپی فیزیکی را در شرایط احتمالی توضیح داده بودند، «کسی‌که آن را به وضوح مشاهده کرده‌بود، در کتابی بود که بسیارکم خوانده می‌شد زیرا بسیار دشوار بود و آن کتاب گیبس، یعنی اصول اولیه مکانیک آماری، بود». آنالیز گیبس از فرایند برگشت‌ناپذیر و فرمول قضیه-H بولتزمن تأثیرات مهمی بودند که درابتدای قرن بیستم بر ریاضی فیزیک وارد شدند.
گیبس از کاربرد قضیه پارتیشن اجزا در سیستم‌های بزرگ ذرات کلاسیک آگاه بود و نتوانست اندازگیری دقیق از گرمای خالص هردو ماده جامد و گاز بیان کند، و او این‌گونه استدلال کرد که این شواهد از خطرات اساسی ترمودینامیک در «فرضیه قانون اصلی ماده» بود. چارچوب خود گیبس برای مکانیک آماری به‌دقت طراحی‌شده‌بود و بیشتر آن می‌تواند پس از کشف، از قوانین میکروسکوپی طبیعت و قوانین کوانتومی پیروی کند، و از آن به جای قوانین کلاسیک گیبس و هم‌دوره‌های وی استفاده کرد. تصویر فوق «تضاد گیبس» نامیده‌شد، که در مورد آنتروپی گازهای ترکیبی کاربرد داشت و امروزه به عنوان تجسم ذرات مشابه مطرح شده که نیازمند فیزیک کوانتومی است.

### تجزیه وتحلیل برداری

نمودار نشان‌دهنده بزرگی و جهت بردارحاصل از تلاقی دوبردار، به صورت نمادین که توسط گیبس معرفی‌شد.

دانشمندان انگلیسی همچون ماکسول، بر نظریه چهارگان همیلتون اعتماد کردند تا دینامیک مقادیر فیزیکی را توضیح دهند، همچون میدان‌های الکتریکی و مغناطیسی، هر دو دارای اندازه و جهت در فضای سه‌بعدی هستند. اما گیبس این نکته را خاطرنشان کرد که تولید چهارگان همیشه به دوبخش تقسیم می‌شود: یک مقدار تک‌بعدی و یک بردار اقلیدسی سه بعدی، بنابراین استفاده از یک چهارگان معرفی‌شد که از اشکالات و موانع ریاضی آن به سادگی اجتناب شود و به تسهیل آموزش کمک کند؛ بنابراین او پیشنهاد کرد که تعریف متمایزی برای نقطه و محصولات متقابل برای هر دو بردار ایجاد شود و نماد مشترکی برای آن‌ها معرفی گردد. او هم‌چنین توسعه‌دهنده تکنیک‌های حساب برداری است که امروزه درالکترودینامیک و مکانیک سیالات استفاده‌می‌شود.
گیبس هنگام تحقیق و فعالیت بر روی حساب برداری در اواخر ۱۸۷۰، متوجه این موضوع گشت که روش او به روش «جبر چندگانه» گراسمان بسیار شباهت دارد به دنبال انتشار اثر گراسمان، او از پیشی گرفتن جبر چهارگان همیلتون نگران‌شد. گیبس وارثان گراسمان را متقاعد ساخت تا اثر را در جزرومد که گراسمان در زمان حضور در دانشگاه برلین ایجاد کرده بود منتشر کنند؛ گراسمان برای نخستین‌بار فضای برداری را در آن معرفی کرده بود.
چون گیبس بین سال‌های ۱۸۸۰ و ۱۸۹۰ حمایت شده بود، به‌دلیل توسعه روش برداری توسط او، و به صورت غیرمستقیم توسط اولیور هویساید، چهارگان‌ها توسط فیزیک‌دانان کنار گذاشته‌شدند. گیبس روش برداری خود را برای تعیین مدار سیارات و ستاره‌های دنباله‌دار به کار برد. او هم‌چنین مفهوم تثلیث و بردارهای دوبه‌دو متقابل را نیز توسعه داد که اهمیت آن بعدها در کریستالوگرافی نمود یافت.

### نورشناسی فیزیکی

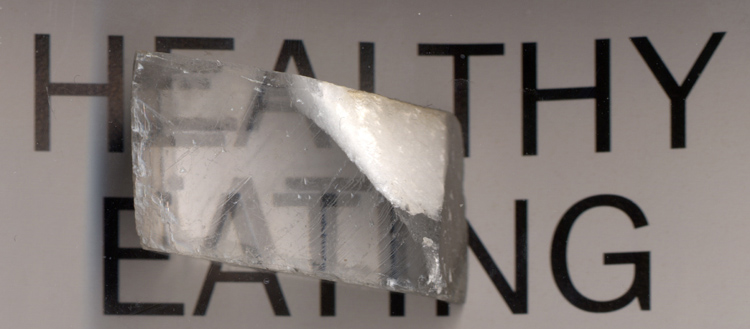
یک کریستال کلسیت که موجب انکسار مضاعف نور می‌شود، پدیده‌ای که گیبس با استفاده از معادلات ماکسول و توسط آن توضیحی برای پدیده‌های الکترومغناطیسی یافت.

اگرچه تحقیقات گیبس بر روی نورشناسی فیزیکی امروزه کمتر از دیگر آثارش شناخته شده‌است، سهم بسزایی را با استفاده از معادلات ماکسول در تئوری فرایندهای نوری نظیر انکسار مضاعف، پاشیدگی و فعالیت نوری در توسعه الکترومغناطیسم کلاسیک ایفا کرد. در آن اثر، گیبس نشان داد که فرایندهایی که توسط معادلات ماکسول شکل می‌گیرند بدون هیچ پیش‌فرض خاصی در مورد ساختار میکروسکوپی ماده یا در مورد ماهیت محیط ماده انجام می‌شوند که در آن امواج الکترومغناطیسی منتشر می‌شوند (که بعدها اترفیزیک نام گرفت). گیبس هم‌چنین بیان داشت که در غیاب موج طولی الکترومغناطیسی، که برای مشاهده نور ضروری است، به صورت خودکار توسط معادلات ماکسول انجام‌پذیر است (بااستناد به آنچه امروزه " تثبیت پیمانه " نامیده می‌شود) که در آن با توجه به تئوری‌های مکانیکی نور، همچون تئوری لرد کلوین، باید به‌عنوان یک وضعیت موقت بر خواص اتر اعمال شود.
درآخرین فصل مربوط به نورشناسی فیزیکی، گیبس بیان داشت که امکان این که نظریه‌های الکتریکی[نور] منجر به ابداع فرضیه شوند وجود ندارد، اما فقط در قوانین مربوط به علم برق اجرا می‌شوند و انطباق بین خواص الکتریکی و نوری رسانه‌ها را منجر می‌شوند مگر درشرایطی که ما از حرکت نور به عنوان الکتریسیته استفاده کنیم.— جی. دبلیو. گیبس، 1889
مدت کوتاهی پس از آن، ماهیت الکترومغناطیسی نو توسط آزمایش‌های هاینریش هرتز در آلمان اثبات شد.

## شناخت علمی
گیبس در زمانی فعالیت می‌کرد که سنت‌های سخت‌گیرانه کمتری در خصوص علوم نظری در ایالات متحده وجود داشت. تحقیقات وی برای دانشجویان او و هم‌دانشگاهیانش غیرقابل درک بود و او تلاش چندانی برای آسان‌تر ساختن مطالبش انجام نداد. اثر اصلی او در مورد ترمودینامیک در مجله معاملات آکادمی کنتیکت به چاپ رسید، مجله‌ای که ویراستاری آن را باجناقش بر عهده داشت، و درآمریکا و اروپا چندان مورد استقبال قرار نمی‌گرفت. زمانی که گیبس مقاله‌های طولانی خود را به آکادمی ارائه کرد، هم الیاس لومیس وهم اچ.ای. نیوتون به دلیل اینکه آثار گیبس غیرقابل فهم هستند اعتراض کردند، اما هردوی آن‌ها در فروش نشریه به او کمک کردند تا هزینه‌ای که برای چاپ علامات ریاضی به کاررفته بود، پرداخت شود. بسیاری‌از اعضای دانشکده ییل، ازجمله بازرگانان حرفه‌ای، کمک‌های مالی برای این‌کار در نظر گرفتند.
اگرچه این اثر به‌سرعت مورد استقبال ماکسول قرارگرفت، فرمول گرافیکی قوانین ترمودینامیک گیبس، تا اواسط قرن بیستم مورد استفاده قرار نگرفت، تا اینکه لاسلو تیسا و هربرت کالن با آثارشان این اثر را قابل استفاده کردند. به‌گفته جیمز جرالد کراوثر،
گیبس در سال‌های پایان عمر خویش، یک نجیب‌زاده قدبلند و باوقار بود که با گام‌های بلند راه می‌رفت و پوست گلگونی داشت، در انجام کارهای خانه سهیم می‌شد و مهربان و جذاب (برای دانشجویانش پیچیده) بود. گیبس در نظر دوستانش بسیار محترم بود، اما محققان آمریکایی با پرسش سوالات فراوان سعی در درک کارهای نظری عمیق وی در زمان‌حیاتش بودند. او تقریباً در ییل زندگی کرد وعمیقا توسط چند دانشجویش تحسین می‌شود اما محققان آمریکایی تأثیرچندانی از نبوغ او نگرفتند.— جی.جی. کراوثر، 1937

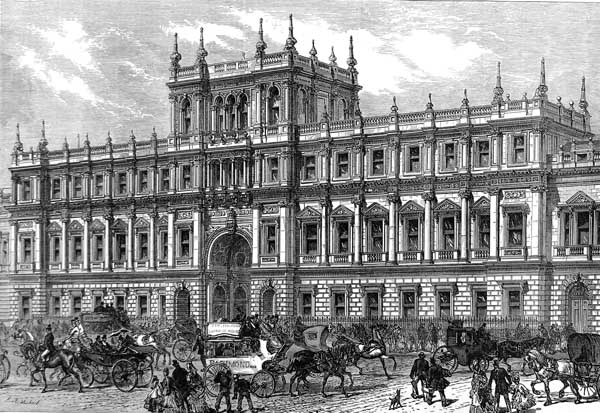
کاخ برلینگتون، محل انجمن سلطنتی لندن، درسال ۱۸۷۳

از سوی دیگر، گیبس افتخارات مهم و فراوانی به‌عنوان یک محقق آکادمیک در ایالات متحده دریافت نمود. گیبس در سال ۱۸۷۹ نامزد دریافت جایزه از آکادمی ملی علوم شد و درسال۱۸۸۰ جایزه رومفورد را به دلیل فعالیتش در ترمودینامیک شیمیایی، از فرهنگستان علوم وهنر آمریکا دریافت کرد. او هم‌چنین از دانشگاه پرینستون و کالج ویلیامز دکتری افتخاری نیز دریافت نمود.
در اروپا، گیبس به‌عنوان عضو افتخاری انجمن ریاضی لندن در سال ۱۸۹۲ و عضو خارجی انجمن سلطنتی در سال ۱۸۹۷ انتخاب‌شد. او هم‌چنین به عنوان عضو افتخاری در فرهنگستان علوم پروس و فرهنگستان علوم فرانسه انتخاب شد و دکتری افتخاری از دانشگاه ارلانگن نورمبرگ و دانشگاه اسلو دریافت نمود. انجمن سلطنتی بعدها درسال۱۹۰۱ از گیبس با مدال کاپلی قدردانی کرد که در میان جوایز علمی بین‌المللی معتبرترین جایزه است، واعلام کردند که «او نخستین کسی است که قانون دوم ترمودینامیک را در بحث‌های جامعی از ارتباط شیمیایی، الکتریکی و حرارتی و ظرفیت برای فعالیت‌های خارجی میسر کرد.» گیبس که در نیوهاون مانده بود، در مراسم اهدای جوایز توسط ریچاردسون کلاور، رایزن نیروی دریایی ایالات متحده تقدیر شد.
جیان-کارلو روتا در زندگی‌نامه‌اش بیان می‌کند که در هنگام جستجو بین مقالات ریاضی در کتابخانه استرلینگ به نکته عجیبی برخورد و آن نام‌بردن از گیبس توسط بیش از ۲۰۰دانشمند و محقق از جمله پیونکار، بولتزمان، داوید هیلبرت و ارنست ماخ بود. ازاین‌رو روتا بیان داشت که آثار گیبس درمیان نخبگان و محققان علمی زمان خویش از جایگاه و مقام والایی برخوردار بود. موفقیت گیبس در اروپا با ترویج آثارش توسط خبرنگاران بود و مقاله «تعادل مواد ناهمگن» توسط ویلهلم اوستوالد در سال ۱۸۹۲ به زبان آلمانی و توسط آنری لوشاتلیه در سال ۱۸۹۹ به زبان فرانسوی ترجمه‌شد.

## تأثیر و اعتبار
از تأثیرات مهم و برجسته گیبس می‌توان به تأثیرش بر شیمی فیزیک، و مکانیک آماری اشاره کرد، دو رشته‌ای که او در گسترش و شناخته‌شدن آنان سهم به‌سزایی داشت. در زمان حیات گیبس، قانون فاز تجربی او مورد تأیید شیمی‌دان هلندی هندریک ویلم باکیوس روزبوم قرارگرفت، کسی که چگونگی استفاده از آن در موقعیت‌های مختلف را نشان داد و در نتیجه از استفاده گسترده آن اطمینان حاصل کرد. در اوایل قرن بیستم و در صنعت شیمی نیز، برنامه‌های کاربردی گیبس به پیشرفت فرایند هابر برای ترکیب آمونیاک در الکتروشیمی کمک کرد.
در سال ۱۹۱۰ هنگامی که فیزیک‌دان هلندی یوهان دیدریک وان در والس جایزه نوبل فیزیک را «برای فعالیتش بر روی معادله حالت برای مایعات و گازها» دریافت کرد بیان داشت که اثر گیبس در مورد این موضوع تأثیر زیادی بر موفقیت او داشته‌است. ماکس پلانک در سال ۱۹۱۸ جایزه نوبل را برای اثرش در مورد مکانیک کوانتوم، و اثر ۱۹۰۰صفحه‌اش بر قانون پلانک برای اندازه‌گیری تابش اجسام تیره دریافت کرد. این اثر بیشتر بر اساس ترمودینامیک کیرشهف، بولتزمان و گیبس بود. پلانک اعلام کرد که نام گیبس «نه تنها درآمریکا بلکه درسرتاسر جهان به‌عنوان مشهورترین فیزیک‌دان نظری طول تاریخ شناخته خواهدشد.»

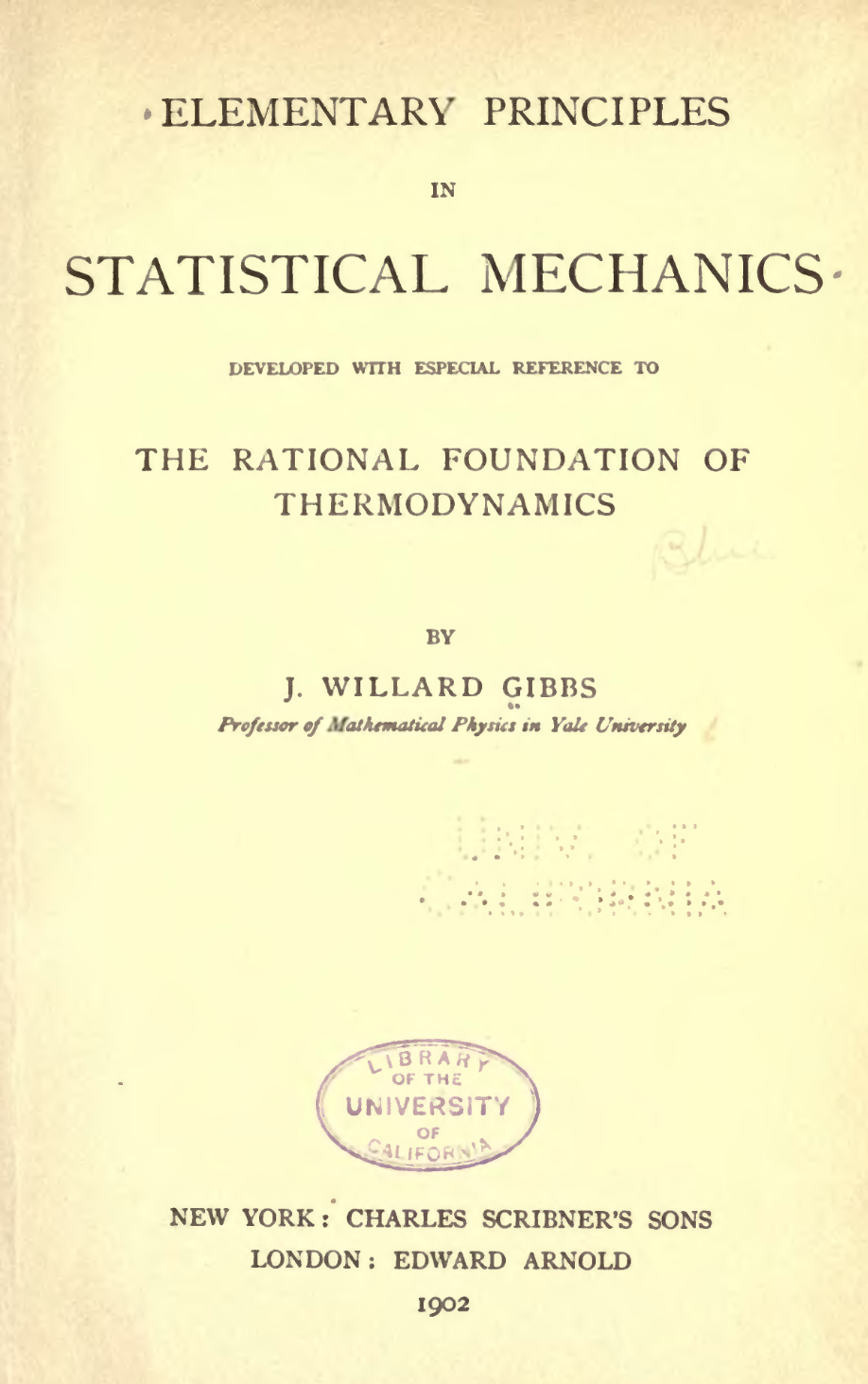
صفحه نخست کتاب اصول اولیه مکانیک آماری گیبس، یکی از بنیان‌گذاران این رشته، چاپ ۱۹۰۲

نیمه نخست قرن۲۰ شاهد نشر ۲ کتاب مهم و تأثیرگذار بود که بعدها از کتب اساسی ترمودینامیک شیمیایی شدند و سبب تبلیغ و گسترش آثار گیبس در این زمینه گشتند: این کتاب‌ها، ترمودینامیک و انرژی آزاد فرایندهای شیمیایی (۱۹۲۳) توسط گیلبرت لوییس و مرلی راندال و ترمودینامیک مدرن با روش‌های ویلارد گیبس (۱۹۳۳) توسط ادوارد گوگنهایم بودند. تحت تأثیر لوییس، ویلیام جیوک (که می‌خواست زمانی مهندس شیمی شود) پروفسور شیمی در دانشگاه کالیفرنیا، برکلی شد و جایزه نوبل شیمی را در سال ۱۹۴۹ برای تحقیق در مورد خواص ماده در دمای نزدیک به صفر مطلق دریافت نمود که از مطالعاتی در مورد قانون سوم ترمودینامیک به‌دست‌آمد.
اثر گیبس بر گروه آماری، که در کتابی در سال ۱۹۰۲ منتشرشد، تأثیر فراوانی هم بر فیزیک نظری و هم بر ریاضیات محض داشت. بنابر نظر ریاضی‌فیزیک‌دان آرتور وایتمن، یکی‌از ویژگی‌های قابل‌توجه آثار گیبس، که مورد توجه دانشجویان ترمودینامیک و مکانیک آماری قرار گرفت این‌بود که فرمول‌های فیزیکی او چنان پیچیده بودند که پس از ۱۰۰سال توسعه روزافزون در فیزیک نظری و ریاضیات، جان سالم به در بردند.— آ.اس. وایتمن، 1990
آلبرت اینیشتین که از تلاش‌های گیبس در این زمینه بی‌خبر بود، ۳صفحه در مورد مکانیک آماری نوشت و در بین سال‌های ۱۹۰۲و۱۹۰۴ منتشر ساخت. بعد از مطالعه کتاب گیبس (که در سال ۱۹۰۵توسط ارنست تسرملو به آلمانی ترجمه‌شده‌بود)، اینیشتین اذعان داشت که مطالعات گیبس پیش از او صورت‌گرفته و اگر زودتر خبردار می‌شد آن۳صفحه را هرگز نمی‌نوشت.
مطالعات و نوشته‌های اولیه گیبس در خصوص روش گرافیکی در ترمودینامیک بعدها سبب به وجود آمدن مبحثی در ریاضیات شد که «تجزیه و تحلیل محدب» نام گرفت، و شامل ایده‌هایی بود که به قول بری سیمون «به مدت ۷۵سال نهفته مانده بودند». تکمیل حساب برداری، از دیگر فعالیت‌های مهم گیبس در زمینه ریاضیات بود. کتاب تجزیه وتحلیل برداری ای.بی. ویلسون در سال ۱۹۰۱، براساس کنفرانس‌ها و سخن‌رانی‌های گیبس در ییل بود که به گسترش استفاده روش‌های برداری و نمادها هم در ریاضیات وهم در فیزیک نظری کمک شایانی کرد، و به جایگزینی چهارگانه‌ها که تا آن زمان در ادبیات علمی رایج بود، منجر شد.
در ییل، گیبس استاد لی دو فارست نیز بود، کسی که بعدها ترایود آمپلی‌فایر را اختراع کرد و «پدر رادیو» لقب گرفت. دو فارست تأثیر گیبس را چنین بیان کرد "کسانی که در پیشرفت الکتریکی نقش داشتند کسانی بودند که تابش الکترومغناطیسی را دنبال کردند و نوسانات را با استفاده از هوش و قدرت خود دنبال نمودند. یکی دیگر از شاگردان گیبس که تأثیر فراوانی در پیشرفت تکنولوژی داشت، لیند ویلر بود.
گیبس هم‌چنین در ریاضیات اقتصادی نیز تأثیر غیرمستقیم داشت. او استاد راهنمای پایان‌نامه ایروینگ فیشر بود که نخستین پی‌اچ‌دی ییل را در زمینه اقتصاد درسال۱۸۹۱ دریافت کرد. در این اثر که درسال۱۸۹۲ با نام تحقیقات ریاضی در نظریهٔ ارزش و قیمت منتشر شد، فیشر یک قیاس مستقیم بین تعادل گیبسی در سیستم‌های فیزیکی و شیمیایی، و نظریه تعادل عمومی فروشگاه‌ها را ارائه و از نمادهای برداری گیبس استفاده کرد. ادوین بیدول ویلسون شاگرد گیبس نیز استاد پل ساموئلسون، اقتصاددان آمریکایی و برنده جایزه نوبل بود در سال ۱۹۴۷، ساموئلسون کتاب مبانی تحلیل اقتصادی را منتشر کرد که براساس پایان‌نامه دکتری‌اش بود، و در آن از سخن گیبس به عنوان نوشته‌ادبی استفاده کرد: «ریاضیات یک زبان است.»
نوربرت وینر ریاضی‌دان معروف، از استفاده گیبس از احتمالات در تدوین مکانیک آماری با عنوان "نخستین انقلاب بزرگ قرن بیستم در فیزیک" و تأثیر مهم بر مفهوم سایبرنتیک او یاد کرد. وینر در مقدمه کتاب استفاده انسان‌ها از انسان‌ها توضیح می‌دهد که این کتاب را از دیدگاه گیبس در مورد زندگی مدرن بر گرفته‌است، که بیان می‌کند این موضوع از طریق ایجاد تغییرات اساسی در علم و از طریق ایجاد تغییرات غیرمستقیم در نگرش ما به زندگی صورت می‌پذیرد."

## یادبود

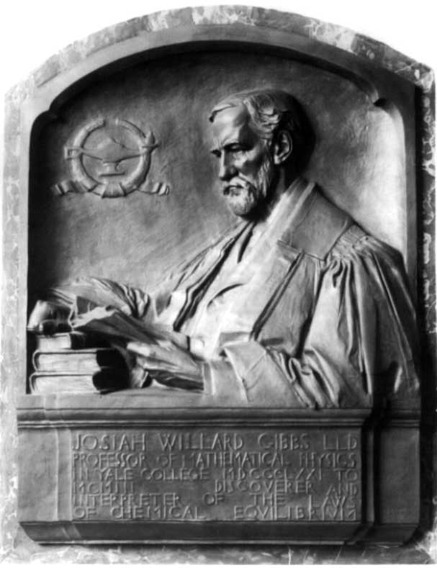
لوح یادبود برنزی، که در سال ۱۹۱۲در آزمایشگاه فیزیک سالونه نصب شده بود، و اکنون در ورودی آزمایشگاه جوسایا ویلارد گیبس در دانشگاه ییل قراردارد.

هنگامی که فیزیک شیمی‌دان آلمانی والتر نرنست در سال ۱۹۰۶از ییل بازدید کرد، از این‌که یک یادبود در شأن گیبس برگزار نشده‌است، متعجب گشت. سپس او ۵۰۰ دلاری که برای کنفرانسش دریافت کرده‌بود به دانشگاه پرداخت تا یک مراسم یادبود مناسب برگزار کنند. این مراسم در نهایت در سال ۱۹۱۲ با پرده برداری از لوح برجسته برنزی اثر مجسمه‌ساز لی لوری که در آزمایشگاه فیزیک سالونه نصب شد، انجام‌شد. در سال ۱۹۱۰، انجمن شیمی آمریکا، جایزه ویلارد گیبس ایجاد کرد که به آثار برجسته در شیمی محض یا شیمی کاربردی اهدا می‌شود. درسال ۱۹۲۳ انجمن ریاضی آمریکا مقالات جوسایا ویلارد گیبس را وقف کرد، " تا ایده‌ها و جنبه‌های عمومی ریاضیات و کاربردهای آن را نشان‌دهد ".

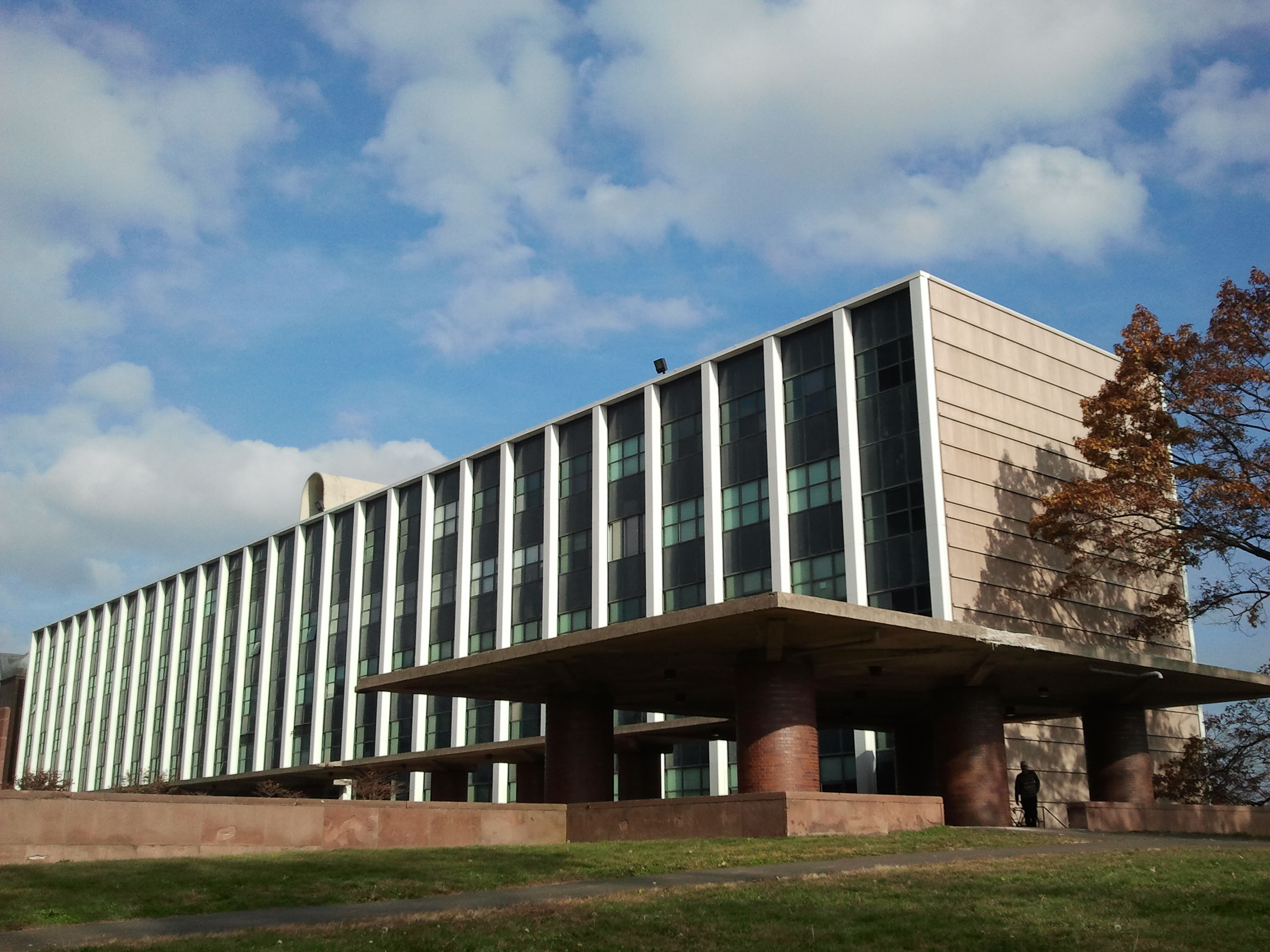
ساختمان آزمایشگاهی جوسایا ویلارد گیبس، در ماهور دانش دانشگاه ییل

در سال ۱۹۴۵، دانشگاه ییل، مقام استادی جوسایا ویلارد گیبس را در شیمی نظری ایجاد کرد که تا سال ۱۹۷۳ توسط لارس اونزاگر نگه داشته شد. اونزاگر که همچون گیبس بر روی کاربرد ایده‌های جدید ریاضی برای حل مسائل فیزیک شیمی تمرکز کرده بود، در سال ۱۹۶۸ جایزه نوبل شیمی را دریافت کرد. هم‌چنین علاوه بر آزمایشگاه‌های جوسایا ویلارد گیبس و استادیاری جوسایا ویلارد گیبس در ریاضیات، ییل میزبان دو گردهمایی مختص زندگی و آثار گیبس، یکی در سال ۱۹۸۹ و دیگری در صدمین سال درگذشت گیبس درسال ۲۰۰۳ برگزارکرد. دانشگاه راتگرز در طی مراسمی که در سال ۲۰۱۴ و توسط برنارد کولمن برگزارشد، مقام استادی ترمومکانیک را به جوسایا ویلارد گیبس اعطا کرد.
در سال ۱۹۵۰ گیبس به عنوان تالار مشاهیر بزرگ آمریکایی انتخاب شد. ادوارد گوگنهایم در سال ۱۹۳۳نماد G را برای انرژی آزاد گیبس در نظر گرفت، و در سال ۱۹۶۶ توسط درک تر هال مورد استفاده واقع شد. این نماد امروزه تبدیل به یک نماد بین‌المللی شده، و توسط آیوپاک تأیید شده‌است. درسال ۱۹۶۰، ویلیام جیاک نام "gibbs" (به‌طورمختصر gbs) را برای نماد واحد آنتروپی، کالری / کلوین پیشنهاد کرد، اما چندان مورد استفاده قرار نگرفت و نماد ژول /کلوین نام خاصی را در دستگاه بین‌المللی یکاها به خود اختصاص نداد.

### ادبیات
در سال ۱۹۰۹، رمان‌نویس و تاریخ‌نگار هنری آدامز مقاله‌ای را با این عنوان به پایان رسانید «قواعد فازها درتاریخ»، که در آن قاعده فازی گیبس و دیگر جنبه‌های ترمودینامیک در خصوص یک تئوری جامع در مورد تاریخ بشریت را به کار برد. ویلیام جیمز، هنری بومستد و دیگران از درک ضعیف آدامز از جنبه‌های علمی که او به کار برده بود انتقاد کردند و به انتقاد از برنامه خودسرانه او در استفاده از این مفاهیم به‌عنوان استعاره‌ای برای تکامل فکری جوامع انسانی، پرداختند. این اثر مدت‌ها منتشر نشد تا اینکه پس از مرگش در کتاب تخریب در دگم دموکرات که توسط برادر جوان‌ترش بروکس آدامز تألیف و ویرایش شده بود، به چاپ رسید.
در سال ۱۹۳۰، شاعر فمینیست، موریل روکیسر به گیبس علاقه‌مند شد و یک شعر بلند در وصف زندگی و فعالیت‌هایش ("گیبس" چاپ درسال۱۹۳۹) و یک زندگی‌نامه طولانی برای او نوشت. (ویلارد گیبس، 1942)
در سال ۱۹۴۶، مجله فرچون داستانی از «علوم پایه» را به تصویر کشید که در آن سطح ترمودینامیک ماکسول را بازنمایی کرده که ماکسول براساس طرح پیشنهادی گیبس ایجاد کرده بود. روکیسر این سطح را «مجسمه آب» نامید مجله «خلقت انتزاعی از یک دانشمند بزرگ آمریکایی را مشاهده کرد که خود را آشنا به نماد اشکال هنری معاصر می‌دانست». اثر هنری توسط آرتور لیدو نیز، عبارت ریاضی از قاعده فاز مخلوط ناهمگن گیبس را دربرمی‌گرفت، که همچون صفحه رادار، یک موج اسیلوسکوپ، سیب اسحاق نیوتن، و تفسیری جزئی از نمودار یک فاز سه بعدی بود.
رالف گیبس وان نام، خواهرزاده گیبس، که استاد فیزیک شیمی در ییل بود، از بیوگرافی روکیسر به‌دلیل عدم وجود فعالیت‌های علمی در این بیوگرافی ناراحت‌بود. وان نام برگه‌های خانوادگی را نگه‌داشت و پس از انتشار کتاب او در سال ۱۹۴۲، او تلاش کرد تا شاگردان سابق گیبس را تشویق به نوشتن یک بیوگرافی جدید کنند. طرز نگرش روکیسر به گیبس به شدت توسط شاگرد سابق گیبس، ادوین ویلسون نقد شد. با تلاش‌های وان نام و ویلسون سرانجام لیند ویلر، در سال ۱۹۵۱ زندگی‌نامه جدیدی از گیبس را منتشر کردند.
هر دو زندگی‌نامه توسط گیبس و روکیسر، به‌طور برجسته‌ای در مجموعه شعری شمال حقیقی(۱۹۹۷) توسط استفانی استریکلند در یک‌جا جمع‌آوری و به چاپ رسید. دربخش داستان نیز، گیبس در نقش کیت تراورس استاد، در رمان مخالف روز (۲۰۰۶) اثر توماس پینچن ظاهرشد.

### تمبر یادبود گیبس(۲۰۰۵)
در سال ۲۰۰۵، خدمات پستی ایالات متحده آمریکا سری تمبر دانشمندان آمریکایی را که توسط ویکتور استبین طراحی شده بود منتشر ساخت که گیبس، جان فون نویمان، باربارا مک‌کلینتوک و ریچارد فاینمن را به تصویر می‌کشید. مراسم تمبر روز نخست برای این سری در ۴می در سالن لوس دانشگاه ییل توسط جان ماربورگر برگزارشد، که در آن از ریچارد لوین رئیس دانشگاه ییل و مشاور علمی رئیس‌جمهور ایالات‌متحده، و از خانواده دانشمندان تقدیرشد که فیزیک‌دان، جان ویلارد گیبس، از عموزادگان دور گیبس نیز مشمول تقدیر به عمل آمد.
کنث آر. جولز، استاد مهندسی شیمی در دانشگاه ایالتی آیووا و متخصص در طرح‌های گرافیکی، در طراحی تمبر یادبود گیبس مشاوره و همفکری کرد. تمبر گیبس را به‌عنوان یک ترمودینامیک‌دان نشان می‌دهد و یک نمودار از نسخه چهارم تئوری گرمای ماکسول را به تصویر می‌کشد که سطح ترمودینامیک آب گیبس را مصور می‌سازد. میکروچاپ از چهره گیبس بر روی یقه معادله ریاضی را به تصویر می‌کشد که او برای تغییر انرژی یک ماده از لحاظ آنتروپی و متغیرهای دیگر حالت به کار برده بود.

## یادکردها
1. 1 2 3  "J. Willard Gibbs". Physics History. American Physical Society. Archived from the original on 5 July 2008. Retrieved 16 Jun 2012.
2. ↑  "Copley Medal". Premier Awards. Royal Society. Retrieved 16 Jun 2012.
3. ↑  Millikan, Robert A. (1938). "Biographical Memoir of Albert Abraham Michelson, 1852–1931" (PDF). Biographical Memoirs of the National Academy of Sciences of the United States of America. 19 (4): 121–146.
4. 1 2 3 4 5 6 7 8 9 10 11  Bumstead 1928
5. ↑  Cropper 2001, p. 121
6. ↑  Linder, Douglas. "Biography of Prof. Josiah Gibbs". Famous American Trials: Amistad Trial. University of Missouri-Kansas City School of Law. Archived from the original on 4 January 2013. Retrieved 16 Jun 2012.
7. 1 2 3 4 5 6  O'Connor, John J.; Robertson, Edmund F. (1997). "Josiah Willard Gibbs". The MacTutor History of Mathematics archive. University of St Andrews, Scotland. School of Mathematics and Statistics. Archived from the original on 30 اكتبر 2014. Retrieved 16 Jun 2012. {{cite web}}: Check date values in: |archive-date= (help)
8. 1 2  Rukeyser 1988, p. 104
9. 1 2 3  Wheeler 1998, pp.  23–24
10. ↑  Rukeyser 1998, pp.  120, 142
11. 1 2  Wheeler 1998, pp.  30–31
12. ↑  Rukeyser 1988, p. 143
13. ↑  Wheeler 1998, p. 30
14. ↑  Rukeyser 1998, p. 134
15. ↑  Wheeler 1998, p. 44
16. 1 2  Wheeler 1998, p. 32
17. ↑  US Patent No. 53,971, "Car Brake", Apr. 17, 1866. See The Early Work of Willard Gibbs in Applied Mechanics, (New York: Henry Schuman, 1947), pp.  51–62.
18. ↑  Wheeler 1998, appendix II
19. ↑  Wheeler 1998, p. 40
20. ↑  Wheeler 1998, p. 41
21. ↑  Wheeler 1998, p. 42
22. ↑  Rukeyser 1988, p. 151
23. ↑  Rukeyser 1988, pp.  158–161
24. ↑  Klein, Martin J. (1990). "The Physics of J. Willard Gibbs in His Time". Proceedings of the Gibbs Symposium. pp. 1–22.
25. ↑  Mayr, Otto (1971). "Victorian Physicists and Speed Regulation: An Encounter between Science and Technology". Notes and Records of the Royal Society of London. 26 (2): 205–228. doi:10.1098/rsnr.1971.0019. JSTOR 531164.
26. ↑  Wheeler 1998, pp.  54–55
27. ↑  Rukeyser 1988, pp.  181–182
28. ↑  Wheeler 1998, pp.  57–59
29. ↑  Kriz, Ronald D. (2007). "Thermodynamic Case Study: Gibbs' Thermodynamic Graphical Method". Virginia Tech, Dept. of Engineering Science and Mechanics. Archived from the original on 1 February 2014. Retrieved 16 Jun 2012.
30. ↑  Rukeyser 1988, p. 201
31. ↑  Rukeyser 1988, p. 251
32. 1 2  Cropper 2001, p. 109
33. ↑  Quoted in Rukeyser 1988, p. 233
34. 1 2  Wheeler 1998, ch. V
35. ↑  Chisholm, Hugh, ed. (1911). "Gibbs, Josiah Willard" . Encyclopædia Britannica (به انگلیسی) (11th ed.). Cambridge University Press.
36. ↑  Wheeler 1998, p. 91
37. ↑  Wheeler 1998, p. 86
38. ↑  Hewitt, Edwin; Hewitt, Robert E. (1979). "The Gibbs-Wilbraham phenomenon: An episode in fourier analysis". Archive for History of Exact Sciences. 21 (2): 129–160. doi:10.1007/BF00330404. ISSN 0003-9519.
39. 1 2 3  Wheeler 1998, ch. VIII
40. 1 2 3 4  Wightman, Arthur S. (1990). "On the Prescience of J. Willard Gibbs". Proceedings of the Gibbs Symposium. pp. 23–38.
41. 1 2 3 4 5 6  Klein 2008
42. 1 2 3  Wheeler 1998, ch. X
43. 1 2 3  Wilson 1931
44. 1 2  Fisher, Irving (1930). "The application of mathematics to the social sciences" (PDF). Bulletin of the American Mathematical Society. 36 (4): 225–243. doi:10.1090/S0002-9904-1930-04919-8.
45. ↑  Fisher, George W. (2005). "Foreword". Celebrating Irving Fisher: The Legacy of a Great Economist. Wiley-Blackwell.
46. 1 2  Schiff, Judith (November 2008). "The man who invented radio". Yale Alumni Magazine. 72 (2). Retrieved 28 December 2013.
47. ↑  Wheeler 1998, p. 197
48. ↑  "Josiah Willard Gibbs". Find A Grave. Retrieved 19 Jun 2012.
49. ↑  Wheeler 1998, pp.  197–199
50. 1 2  Wheeler 1998, pp.  179–180
51. 1 2 3 4  Seeger 1974, pp.  15–16
52. ↑  Obituary Record of Graduates of Yale University, 1901–1910. New Haven: Tuttle, Morehouse & Taylor. 1910. p. 238.
53. 1 2  Wheeler, 1998, p. 16
54. ↑  Samuelson, Paul A. (1990). "Gibbs in Economics". Proceedings of the Gibbs Symposium. p. 255.
55. ↑  Rukeyser 1988, pp.  254, 345, 430
56. ↑  Wheeler 1998, p. 95. See also the Collected Works, vol. II
57. ↑  Wheeler, 1998, p. 144
58. ↑  Rukeyser 1988, p. 191
59. ↑  Rukeyser 1988, p. 224
60. ↑  Poincaré, Henri (1904). "The Principles of Mathematical Physics" . The Foundations of Science (The Value of Science). New York: Science Press. pp. 297–320.
61. 1 2  Wiener, Norbert (1961). "II: Groups and Statistical Mechanics". Cybernetics: or Control and Communication in the Animal and the Machine (2 ed.). MIT Press. ISBN 978-0-262-23007-0.
62. ↑  See, e.g. , Huang, Kerson (1987). Statistical Mechanics (2 ed.). John Wiley & Sons. pp. 140–143. ISBN 0-471-81518-7.
63. ↑  Letter by Gibbs to Victor Schlegel, quoted in Wheeler 1998, pp.  107–109
64. ↑  Wheeler 1998, pp.  113–116
65. ↑  Shmueli, Uri (2006). "Reciprocal Space in Crystallography". International Tables for Crystallography. Vol. B. pp. 2–9. Archived from the original on 4 November 2013. Retrieved 30 October 2014.
66. ↑  Buchwald, Jed Z. (1994). The Creation of Scientific Effects: Heinrich Hertz and Electric Waves. University of Chicago Press. ISBN 0-226-07887-6.
67. ↑  Rukeyser 1998, pp.  225–226
68. ↑  Wightman 1979, pp. xiii, lxxx
69. ↑  Müller, Ingo (2007). A History of Thermodynamics - the Doctrine of Energy and Entropy. Springer. ISBN 978-3-540-46226-2.
70. ↑  Rukeyser 1998, p. 345
71. ↑  Rota, Gian-Carlo (1996). Indiscrete Thoughts. Birkhäuser. p. 25. ISBN 978-0-8176-3866-5.
72. ↑  Wheeler 1998, appendix IV
73. ↑  Wheeler 1998, pp.  102–104
74. ↑  Crowther, James Gerald (1969) [1937]. "Josiah Willard Gibbs, 1839–1903". Famous American Men of Science. Freeport, NY: Books for Libraries. pp. 277–278.
75. ↑  Haber, F. (1925). "Practical results of the theoretical development of chemistry". Journal of the Franklin Institute. 199 (4): 437–456. doi:10.1016/S0016-0032(25)90344-4. ISSN 0016-0032.
76. ↑  van der Waals, J. D. (1910). "Nobel Lecture: The Equation of State for Gases and Liquids". Nobel Prize in Physics. Nobel Foundation.
77. ↑  Planck, Max (1915). "Second Lecture: Thermodynamic States of Equilibrium in Dilute Solutions". Eight Lectures on Theoretical Physics. New York: Columbia University Press. p. 21.
78. ↑  Ott, Bevan J.; Boerio-Goates, Juliana (2000). Chemical Thermodynamics – Principles and Applications. Academic Press. ISBN 0-12-530990-2.
79. ↑  Tiselius, Arne (1949). "Award Ceremony Speech". Nobel Prize in Chemistry. Nobel Foundation.
80. ↑  Navarro, Luis (1998). "Gibbs, Einstein and the Foundations of Statistical Mechanics" (PDF). Archive for History of Exact Sciences. 53 (2): 147–180. doi:10.1007/s004070050025. Archived from the original (PDF) on 26 December 2013. Retrieved 30 October 2014.
81. ↑  Wightman 1979, pp.  x–xxxiv
82. ↑  Simon, Barry (2011). Convexity: An Analytic Viewpoint. Cambridge University Press. p. 287. ISBN 1-107-00731-3.
83. ↑  Marsden, Jerrold E.; Tromba, Anthony J. (1988). Vector Calculus (3 ed.). W. H. Freeman. p. 18. ISBN 0-7167-1856-1.
84. ↑  Seeger 1974, p. 18
85. ↑  "Dr. Lynde P. Wheeler". Nature. 183 (4672): 1364–1364. 1959. doi:10.1038/1831364b0. ISSN 0028-0836.
86. ↑  Leontief, Wassily (1954). "Mathematics in economics". Bulletin of the American Mathematical Society. 60 (3): 215–233. doi:10.1090/S0002-9904-1954-09791-4.
87. ↑  Samuelson, Paul A. (1970). "Maximum Principles in Analytical Economics" (PDF). Nobel Prize Lecture. Nobel Foundation.
88. ↑  Samuelson, Paul A. (1986).  Kate Crowley (ed.). The collected scientific papers of Paul A. Samuelson. Vol. 5. MIT Press. p. 863. ISBN 978-0-262-19251-4.
89. ↑  Wiener, Norbert (1950). The Human Use of Human Beings: Cybernetics and Society. Houghton Mifflin. pp. 10–11.
90. ↑  Seeger 1974, p. 21
91. ↑  "The Willard Gibbs Medal Founded by William A. Converse". American Chemical Society, Chicago Section. Archived from the original on 23 July 2011. Retrieved 16 Jun 2012.
92. ↑  "Josiah Willard Gibbs Lectures". Special Lectures. American Mathematical Society. Retrieved 16 Jun 2012.
93. ↑  Montroll, Elliott W. (1977). "Lars Onsager". Physics Today. 30 (2): 77–77. doi:10.1063/1.3037438. ISSN 0031-9228.
94. ↑  "Forum News" (PDF). History of Physics Newsletter. 8 (6): 3. 2003.
95. ↑  Coleman, Bernard D. "Faculty webpage". Rutgers University, Dept. of Mechanics and Materials Science. Archived from the original on 15 April 2015. Retrieved 24 Jan 2014.
96. ↑  Johnson, D. Wayne. "The Hall of Fame for Great Americans at New York University". Medal Collectors of America. Archived from the original on 15 November 2014. Retrieved 16 Jun 2012.
97. ↑  "San Carlos". Dictionary of American Naval Fighting Ships. Naval History and Heritage Command. Archived from the original on 12 July 2011. Retrieved 16 Jun 2012.
98. ↑  "Gibbs energy (function), G". 2009. doi:10.1351/goldbook.G02629. {{cite journal}}: Cite journal requires |journal= (help)
99. ↑  Giauque, W. F.; Hornung, E. W.; Kunzler, J. E.; Rubin, T. R. (1960). "The Thermodynamic Properties of Aqueous Sulfuric Acid Solutions and Hydrates from 15 to 300°K.1". Journal of the American Chemical Society. 82 (1): 62–70. doi:10.1021/ja01486a014. ISSN 0002-7863.
100. ↑  Mindel, Joseph (1965). "The Uses of Metaphor: Henry Adams and Symbols of Science". Journal of the History of Ideas. 26 (1): 89–102. doi:10.2307/2708401. JSTOR 2708401.
101. ↑  Adams, Henry (1919).  Adams, Brooks (ed.). The Degradation of the Democratic Dogma. New York: Macmillan. Retrieved 5 May 2012.
102. ↑  Gander, Catherine (2013). "The Lives". Muriel Rukeyser and Documentary: The Poetics of Connection. Edinburgh: Edinburgh University Press. pp. 73–120. ISBN 978-0-7486-7053-6.
103. ↑  Rukeyser 1988, p. 203
104. 1 2  "The Great Science Debate". Fortune. 33 (6): 117. 1946.
105. ↑  Holeman, Heather L. (1986). "Guide to the Gibbs-Van Name Papers". Yale University Library. Retrieved 2013-01-18.[پیوند مرده]
106. ↑  Wilson, Edwin B. (1944). "Willard Gibbs". Science. 99 (2576): 386–389. Bibcode:1944Sci....99..386R. doi:10.1126/science.99.2576.386. JSTOR 1669456.
107. ↑  Wheeler 1998, pp.  ix–xiii
108. ↑  Wilson, Edwin B. (1951). "Josiah Willard Gibbs". American Scientist. 39 (2): 287–289. JSTOR 27826371.
109. ↑  Strickland, Stephanie (1997). True North. Notre Dame, IN: University of Notre Dame Press. ISBN 978-0-268-01899-3.
110. ↑  Pynchon, Thomas (2006). Against the Day. New York: Penguin. ISBN 978-1-59420-120-2.
111. ↑  "Yale scientist featured in new stamp series". Yale Bulletin & Calendar. Vol. 33, no. 28. 20 May 2005. Archived from the original on 30 October 2014. Retrieved 30 Nov 2012.
112. ↑  "Iowa State Chemical Engineer Drives Issue of New Stamp Honoring Father of Thermodynamics". College Feature, Iowa State University, College of Engineering. 2004. Archived from the original on 30 October 2012. Retrieved 17 Nov 2012.
113. 1 2  Hacker, Annette (11 Nov 2004). "ISU professor helps develop postage stamp honoring noted scientist". News Service, Iowa State University. Retrieved 17 Nov 2012.
114. 1 2  "Postal Service Pays Homage to Josiah Willard Gibbs". Chemical Engineering Progress. 101 (7): ۵۷. 2005.
115. ↑  Spakovszky, Zoltan (2005). "Stamp of Authenticity" (PDF). ASME Mechanical Engineering. 128 (4): 7.

- ترجمه از ویکی‌پدیا انگلیسی